# L'isola dei famosi (prima edizione)
La prima edizione del reality show L'isola dei famosi è andata in onda in prima serata su Rai 2 dal 19 settembre al 14 novembre 2003, con la conduzione di Simona Ventura, affiancata in studio dagli opinionisti Alfonso Signorini, Pierluigi Diaco, Selvaggia Lucarelli, Andrea G. Pinketts e Maria Venturi, e con la partecipazione dell'inviato Marco Mazzocchi. È durata 57 giorni, ha avuto 11 naufraghi e 9 puntate e si è tenuta presso Samaná (Repubblica Dominicana). Il programma è l'adattamento italiano del programma inglese Celebrity Survivor, come indicato nei titoli di coda.
Le vicende dei naufraghi sono state trasmesse da Rai 2 ogni venerdì in prima serata, mentre la trasmissione delle strisce quotidiane nel day-time è stata affidata a Rai 2.
L'edizione si è conclusa con la vittoria di Walter Nudo, che si è aggiudicato il montepremi di 200000 €.

## Produzione
Il regolamento prevede che al gioco partecipino 11 concorrenti VIP che per 8 settimane dovranno vivere su un'isola deserta basandosi solo e soltanto sulle loro forze. Ogni settimana i concorrenti si sottoporranno alla cosiddetta "prova leader" che decreterà appunto il leader della settimana. Quest'ultimo sarà immune dalle nomination di quella settimana e deciderà il nome di uno dei due nominati, mentre l'altro nome verrà scelto tramite le nomination settimanali che si svolgeranno nel corso delle puntate, il più votato dal pubblico abbandonerà poi l'isola, il meccanismo del gioco continuerà in questo modo fino a quando non verrà decretato il vincitore dell'edizione.
La fascia preserale è stata affidata all'inviato Marco Mazzocchi, che ha condotto e curato la striscia day-time. Inoltre la domenica ci sono stati dei collegamenti durante Quelli che....
Il programma ha riscosso un ottimo successo, cosa che ha spinto la direzione della seconda rete, a realizzare negli anni successivi diverse altre edizioni.
Il programma è stato oggetto di una parodia, realizzata nel 2003 e nel 2004 da Ezio Greggio ed Enzo Iacchetti, chiamata ironicamente L'isola dei fetusi. La figlia della contessa Patrizia De Blanck (Giada) è interpretata da Enzo Iacchetti, mentre Adriano Pappalardo (Pastalardo) è interpretato da Ezio Greggio.
Il 21 novembre 2003 è andato in onda il gran galà di chiusura soprannominato Tutti a casa. Inoltre, il 28 novembre è andata in onda una puntata speciale intitolata L'isola dei famosi - Il film.

## Conduzione
L'edizione è stata condotta da Simona Ventura, mentre l'inviato è stato Marco Mazzocchi. Gli opinionisti sono stati: Alfonso Signorini, Pierluigi Diaco, Selvaggia Lucarelli, Andrea G. Pinketts e Maria Venturi.

## Ambientazione

### L'isola
Il luogo in cui i novelli naufraghi sono vissuti è stata la penisola di Samaná collocata a 245 km da Santo Domingo, capitale della Repubblica Dominicana.

### Lo studio
La diretta dallo studio è stata trasmessa dallo studio TV3 del Centro di produzione Rai di Corso Sempione a Milano.

## I naufraghi
L'età dei concorrenti si riferisce al momento dello sbarco sull'isola.
| Concorrente        | Età     | Professione                                         | Giorni | Luogo di nascita    | Stato                |
| ------------------ | ------- | --------------------------------------------------- | ------ | ------------------- | -------------------- |
| Walter Nudo        | 33 anni | Attore                                              | 8-57   | Montréal            | Vincitore            |
| Giada De Blanck    | 22 anni | Modella, personaggio TV                             | 1-57   | Roma                | Seconda classificata |
| Adriano Pappalardo | 58 anni | Attore, cantautore                                  | 1-50   | Copertino           | Eliminato            |
| Davide Silvestri   | 22 anni | Attore                                              | 1-50   | Milano              | Eliminato            |
| Carmen Russo       | 44 anni | Ballerina, attrice, showgirl                        | 1-43   | Genova              | Eliminata            |
| Maria Teresa Ruta  | 43 anni | Showgirl, conduttrice TV, giornalista, scrittrice   | 1-36   | Torino              | Eliminata            |
| Susanna Torretta   | 32 anni | Personaggio TV                                      | 1-29   | Bollate             | Eliminata            |
| Fabio Testi        | 62 anni | Attore                                              | 1-22   | Peschiera del Garda | Eliminato            |
| Barbara Chiappini  | 28 anni | Attrice, showgirl, modella                          | 1-15   | Piacenza            | Eliminata            |
| Stefano Tacconi    | 46 anni | Ex calciatore                                       | 1-8    | Perugia             | Eliminato            |
| DJ Ringo           | 42 anni | Disc jockey, conduttore radiofonico, personaggio TV | 1-4    | Paderno Dugnano     | Ritirato             |

### Barbara Chiappini
Nasce il 2 novembre 1974. Ha conseguito il diploma scientifico e ha studiato violino per 4 anni al Conservatorio di Piacenza. mentre nel 1993 partecipa al concorso Un'italiana per Miss Mondo dove vince la finale nazionale e partecipa di diritto alla finale di Miss Mondo dove si aggiudica il titolo di Miss Fotogenea. Muove i primi passi nello spettacolo grazie al ruolo di valletta in Buona Domenica offertole da Gerry Scotti dopodiché partecipa a numerosi programmi accanto a Raimondo Vianello e Giorgio Mastrota.

### Giada De Blanck
Nasce il 18 febbraio 1981. È figlia della contessa Patrizia De Blanck. Ha studiato Lingue all'Università di Roma e lavora come modella. È stata una delle protagoniste di Chiambretti c'è, varietà di Rai 2 condotto da Piero Chiambretti e diretto da Gianni Boncompagni.

### Walter Nudo
Nasce il 2 giugno 1970. Numerosi sono stati i lavori di Walter in Italia e USA: barista, spogliarellista, lavapiatti, cameriere, buttafuori, ma il successo lo trova quando, dopo aver frequentato a Los Angeles il The Actor Space, diventa ospite frequentissimo al Maurizio Costanzo Show raccontando ironicamente le sue esperienze. Conduce su Italia 1 Colpo di fulmine, partecipa a film come Fantozzi - Il ritorno di Neri Parenti e Quello che le ragazze non dicono di Carlo Vanzina, ha parti nelle soap opera Beautiful e Un posto al sole. Nel 2018 vince anche la terza edizione del Grande Fratello VIP, entrando così nella storia della televisione italiana per essere il primo concorrente ad aver fatto la storica "doppietta" L'isola dei famosi - Grande Fratello, traguardo condiviso poi con la sola Cristina Plevani che completò la doppietta nel 2025.

### Adriano Pappalardo
Nasce il 25 marzo 1945. Cantante prodotto inizialmente da Lucio Battisti, di cui diviene grande amico, trova il grande successo nel 1979 grazie al brano Ricominciamo, prodotto dalla RCA. Dopodiché partecipa come attore a fiction e film cinematografici. Ha un figlio, Laerte, che parteciperà alla ottava edizione del reality.

### Rocco Maurizio Anaclerio (DJ Ringo)
Nasce il 25 febbraio 1961. È il fondatore di alcune discoteche milanesi tra cui il Synthesis, fondata insieme a Giorgio Baldaccini e Roberto Galli, e la Hollywood. Dopodiché negli anni novanta approda in Radio: dal 1993 al 1999 lavora a Radio 105 per poi passare successivamente a RTL 102.5. Successivamente partecipa alla co-conduzione di Night Express su Italia 1.

### Carmen Russo
Nasce il 3 ottobre 1959. La sua carriera comincia all'età di 14 anni quando vince il titolo di Miss Liguria. Poi comincia ad esibirsi nei locali notturni, recita in alcuni film accanto a Paolo Villaggio e Gianfranco D'Angelo. Debutta in televisione nel gennaio 1978 in La Bustarella su Antena 3; nel giugno 1983 è a Colosseum su Rai 2, e a ottobre dello stesso anno diventa la prima donna del varietà di Antonio Ricci Drive In, dove canta, recita e balla, guidata dal coreografo e suo compagno Enzo Paolo Turchi; negli anni successivi si trasferisce in Spagna per provare a lavorare a Telecinco.

### Maria Teresa Ruta
Nasce il 23 aprile 1960.
Lavora come fotomodella, indossatrice, giornalista, attrice di teatro, poi conduce circa otto edizioni del programma per bambini lo Zecchino d'Oro, quattro di Uno Mattina, tre di Giochi senza frontiere e due di Sala giochi. Grazie alla sua popolarità vince quattro telegatti. Maria Teresa è stata sposata con il giornalista Amedeo Goria con il quale ha avuto due figli, Guenda e Gianamedeo. La stessa Guenda ha successivamente partecipato alla settima edizione del programma. Nel 2020 partecipa alla quinta edizione del Grande Fratello VIP, con sua figlia Guenda Goria.

### Davide Silvestri
Nasce il 17 maggio 1981. La sua carriera ha inizio nel 1993 quando comincia a lavorare come modello, poi collabora con la compagnia di marionettisti Carlo Colle & figli con cui partecipa alla rappresentazione de Il pifferaio magico al Festival di Spoleto nel 1997. È stato uno dei protagonisti della soap opera Vivere.

### Stefano Tacconi
Nasce il 13 maggio 1957.
Fin da piccolo è cresciuto con il sogno di diventare un grande calciatore, e ci è riuscito infatti ha militato nel ruolo di portiere in diverse squadre di calcio italiane, tra cui Inter, Avellino, Juventus, Genoa ecc. nel corso della sua carriera ha vinto scudetti, Champions League, Coppa Italia e vanta anche alcune presenze nella nazionale italiana di calcio.

### Fabio Testi
Nasce il 2 agosto 1941. Ha frequentato l'accademia di arte drammatica dopodiché debutta come attore con Straniero... fatti il segno della croce!. Fa una breve apparizione in un film di Sergio Leone nel 1968 e nel 1970 lavora con Vittorio De Sica. È famoso anche per le sue interpretazioni da malavitoso in Camorra e I guappi. Nel corso della sua carriera ha lavorato anche con Claude Chabrol e Monte Hellman.

### Susanna Torretta
Nasce il 27 maggio 1971. Ha conseguito il diploma frequenta i primi due anni all'accademia di pedagogia; dopodiché si avvicinerà molto alla moda. Ha lavorato con stilisti del calibro di Salvatore Ferragamo, Malo, Gentry Portofino. Susanna è famosa anche per essere stata indagata per l'omicidio della contessa Francesca Vacca Agusta con la quale aveva stretto una grande amicizia. Ha posato nuda per Capital e ha partecipato a diversi programmi televisivi.

## Tabella delle nomination e dello svolgimento del programma
Legenda
     Concorrente leader con il potere di mandare nomination ed immune
     Concorrente immune dalle nomination

|                        | Settimana 1               | Settimana 2                        | Settimana 3                         | Settimana 4                         | Settimana 5                         | Settimana 6                         | Settimana 7                         | Settimana 7                         | Ultima settimana                               | Numero totale di nomination |
| ---------------------- | ------------------------- | ---------------------------------- | ----------------------------------- | ----------------------------------- | ----------------------------------- | ----------------------------------- | ----------------------------------- | ----------------------------------- | ---------------------------------------------- | --------------------------- |
| Leader                 | Nessuno                   | Davide                             | Giada                               | Adriano                             | Adriano                             | Giada                               | Giada                               | Giada                               | Nessuno                                        | Numero totale di nomination |
|                        |                           |                                    |                                     |                                     |                                     |                                     |                                     |                                     |                                                |                             |
| Walter                 | Non in gara               | Immune                             | Adriano Davide                      | Carmen Davide                       | Carmen Davide                       | Adriano Davide                      | Adriano Davide                      | Adriano Davide                      | Vincitore (Settimana 9 - Giorno 57)            | 20                          |
| Giada                  | Maria Teresa Stefano      | Carmen Maria Teresa                | Fabio Maria Teresa                  | Carmen Maria Teresa                 | Carmen Maria Teresa                 | Carmen Davide                       | Adriano Davide                      | Adriano Davide                      | Seconda classificata (Settimana 9 - Giorno 57) | 3                           |
| Adriano                | Maria Teresa Stefano      | Carmen Walter                      | Susanna Walter                      | Susanna Walter                      | Carmen Walter                       | Carmen Walter                       | Davide Walter                       | Davide Walter                       | Eliminato (Settimana 8 - Giorno 50)            | 4                           |
| Davide                 | Maria Teresa Stefano      | Barbara Walter                     | Susanna Walter                      | Susanna Walter                      | Maria Teresa Walter                 | Adriano Walter                      | Adriano Walter                      | Adriano Walter                      | Eliminato (Settimana 8 - Giorno 50)            | 5                           |
| Carmen                 | Adriano Susanna           | Giada Susanna                      | Giada Susanna                       | Giada Maria Teresa                  | Giada Maria Teresa                  | Giada Walter                        | Eliminata (Settimana 7 - Giorno 43) | Eliminata (Settimana 7 - Giorno 43) | Eliminata (Settimana 7 - Giorno 43)            | 11                          |
| Maria Teresa           | Davide Susanna            | Davide Susanna                     | Susanna Walter                      | Giada Walter                        | Davide Walter                       | Eliminata (Settimana 6 - Giorno 36) | Eliminata (Settimana 6 - Giorno 36) | Eliminata (Settimana 6 - Giorno 36) | Eliminata (Settimana 6 - Giorno 36)            | 14                          |
| Susanna                | Maria Teresa Stefano      | Carmen Walter                      | Carmen Walter                       | Giada Walter                        | Eliminata (Settimana 5 - Giorno 29) | Eliminata (Settimana 5 - Giorno 29) | Eliminata (Settimana 5 - Giorno 29) | Eliminata (Settimana 5 - Giorno 29) | Eliminata (Settimana 5 - Giorno 29)            | 8                           |
| Fabio                  | Maria Teresa DJ Ringo     | Carmen Walter                      | Carmen Walter                       | Eliminato (Settimana 4 - Giorno 22) | Eliminato (Settimana 4 - Giorno 22) | Eliminato (Settimana 4 - Giorno 22) | Eliminato (Settimana 4 - Giorno 22) | Eliminato (Settimana 4 - Giorno 22) | Eliminato (Settimana 4 - Giorno 22)            | 2                           |
| Barbara                | Adriano Fabio             | Adriano Fabio                      | Eliminata (Settimana 3 - Giorno 15) | Eliminata (Settimana 3 - Giorno 15) | Eliminata (Settimana 3 - Giorno 15) | Eliminata (Settimana 3 - Giorno 15) | Eliminata (Settimana 3 - Giorno 15) | Eliminata (Settimana 3 - Giorno 15) | Eliminata (Settimana 3 - Giorno 15)            | 2                           |
| Stefano                | Maria Teresa Susanna      | Eliminato (Settimana 2 - Giorno 8) | Eliminato (Settimana 2 - Giorno 8)  | Eliminato (Settimana 2 - Giorno 8)  | Eliminato (Settimana 2 - Giorno 8)  | Eliminato (Settimana 2 - Giorno 8)  | Eliminato (Settimana 2 - Giorno 8)  | Eliminato (Settimana 2 - Giorno 8)  | Eliminato (Settimana 2 - Giorno 8)             | 4                           |
| DJ Ringo               | Barbara Maria Teresa      | Ritirato (Settimana 1 - Giorno 4)  | Ritirato (Settimana 1 - Giorno 4)   | Ritirato (Settimana 1 - Giorno 4)   | Ritirato (Settimana 1 - Giorno 4)   | Ritirato (Settimana 1 - Giorno 4)   | Ritirato (Settimana 1 - Giorno 4)   | Ritirato (Settimana 1 - Giorno 4)   | Ritirato (Settimana 1 - Giorno 4)              | 1                           |
|                        |                           |                                    |                                     |                                     |                                     |                                     |                                     |                                     |                                                |                             |
| Nominato dal leader    | Nessuno                   | Barbara                            | Fabio                               | Susanna                             | Walter                              | Carmen                              | Davide                              | Davide                              | Nessuno                                        |                             |
| Nominati dal gruppo    | Maria Teresa Stefano      | Carmen                             | Walter                              | Giada                               | Maria Teresa                        | Walter                              | Walter                              | Walter                              | Walter Giada                                   |                             |
| Annotazioni            | [ N 1 ]                   | Nessuna annotazione                | Nessuna annotazione                 | Nessuna annotazione                 | Nessuna annotazione                 | Nessuna annotazione                 | [ N 2 ]                             | [ N 2 ]                             | [ N 3 ]                                        |                             |
| Salvati dal televoto   | Maria Teresa              | Carmen                             | Walter                              | Giada                               | Walter                              | Walter                              | Walter                              | Walter                              | Walter 87% per vincere                         |                             |
| Eliminati dal televoto | Stefano 54% per eliminare | Barbara 51% per eliminare          | Fabio 75% per eliminare             | Susanna 59% per eliminare           | Maria Teresa 72% per eliminare      | Carmen 64% per eliminare            | Davide 90% per eliminare            | Adriano 60% per eliminare           | Giada 13% per vincere                          |                             |
| Nuovi sbarchi          | Nessuno                   | Walter                             | Nessuno                             | Nessuno                             | Nessuno                             | Nessuno                             | Nessuno                             | Nessuno                             | Nessuno                                        |                             |
| Ritirati               | DJ Ringo                  | Nessuno                            | Nessuno                             | Nessuno                             | Nessuno                             | Nessuno                             | Nessuno                             | Nessuno                             | Nessuno                                        |                             |

## Episodi di particolare rilievo
- Giada De Blanck ha subito una grave ferita ad una caviglia durante l'ultima prova leader prevista dal reality, comunque vinta da lei. La ferita è stata curata con quattordici punti di sutura.

## Ascolti
| Puntata                      | Messa in onda        | Telespettatori | Share  |
| ---------------------------- | -------------------- | -------------- | ------ |
| 1                            | 19 settembre 2003    | 4 324 000      | 20,84% |
| 2                            | 26 settembre 2003    | 4 181 000      | 17,64% |
| 3                            | 3 ottobre 2003       | 4 725 000      | 20,18% |
| 4                            | 10 ottobre 2003      | 5 231 000      | 22,39% |
| 5                            | 17 ottobre 2003      | 5 694 000      | 23,33% |
| 6                            | 24 ottobre 2003      | 6 719 000      | 28,11% |
| 7                            | 31 ottobre 2003      | 7 448 000      | 32,21% |
| Semifinale                   | 7 novembre 2003      | 8 450 000      | 34,65% |
| Finale                       | 14 novembre 2003     | 10 451 000     | 42,75% |
| Media                        | Media                | 6 358 111      | 26,89% |
| Galà - Tutti a casa          | 21 novembre 2003     | 6 573 000      | 25,69% |
| L'isola dei famosi - Il film | 28 novembre 2003     | 2 984 000      | 12,14% |
| Media degli Speciali         | Media degli Speciali | 4 779 000      | 18,91% |

- Nota: Gli ascolti della finale furono considerati valori di un evento calcistico, il reality show ha fatto registrare un record soprattutto nelle ultime puntate a Rai 2, da notare che durante la proclamazione del vincitore Walter Nudo, il programma ha registrato picchi di uno share vertiginoso pari al 73,25%. In media il programma ha riscosso un ottimo successo registrando su nove puntate andate in onda un ascolto pari a: 6 358 000 telespettatori e share del 26,89%.